# Nguyễn Hữu Tần
Nguyễn Hữu Tần (1930-2008), nguyên là một tướng lĩnh Không Quân của Quân lực Việt Nam Cộng hòa, cấp bậc Chuẩn tướng. Ông xuất thân từ trường Sĩ quan do Chính phủ Quốc gia được sự hỗ trợ của Quân đội Pháp mở ra 1 khóa duy nhất để đào tạo Sĩ quan Trừ bị ở miền Bắc Việt Nam. Ra trường phục vụ trong đơn vị Bộ binh một thời gian, sau trúng tuyển chuyển sang Quân chủng Không quân.

## Tiểu sử & Binh nghiệp
Ông sinh vào tháng 5 năm 1930 trong một gia đình khá giả tại Quảng Yên, miền bắc Việt Nam. Thuở nhỏ ông học Tiểu học tại Yên Hưng (Tỉnh lỵ Quảng Yên). Lên Trung học, ông được gia đình cho về Hà Nội. Năm 1950, ông tốt nghiệp Trung học Phổ thông chương trình Pháp với văn bằng Tú tài bán phần (Part I).

### Quan đội Quốc gia Việt Nam
Cuối tháng 9 năm 1951, thi hành lệnh động viên, ông nhập ngũ vào Quân đội Quốc gia, mang số quân: 50/600.021. Theo học khóa Lê Lợi tại Trường Sĩ quan Trừ bị Nam Định, khai giảng ngày 1 tháng 10 năm 1951. Ngày 1 tháng 6 năm 1952 mãn khóa tốt nghiệp với cấp bậc Thiếu úy. Ra trường, ông được chọn về đơn vị Bộ binh giữ chức vụ Trung đội trưởng thuộc Tiểu đoàn 717 Khinh quân Việt Nam. Đầu năm 1953, ông được thăng cấp Trung úy giữ chức vụ Đại đội trưởng. Sau đó được cử làm Tiểu đoàn phó Tiểu đoàn 717.

### Quân đội Việt Nam Cộng hòa
Đầu năm 1955, Ông được thăng cấp Đại úy giữ chức Tiểu đoàn trưởng Tiểu đoàn 717. Cuối năm, sau khi Quân đội Quốc gia đổi tên thành Quân đội Việt Nam Cộng hòa, ông được chuyển sang Quân chủng Không quân và được cử theo học khóa 5 Quan sát Hoa tiêu tại Trung tâm Huấn luyện Không quân ở Nha Trang. Cuối năm 1956 mãn khóa tốt nghiệp ông đậu Thủ khoa. Sau đó, ông được cử làm Chỉ huy phó Phi đoàn 1 Quan sát do Đại úy Trần Phước làm Chỉ huy trưởng.
Đầu năm 1959, ông chuyển sang làm Chỉ huy phó Phi đoàn 2 Quan sát do Đại úy Võ Công Thống làm Chỉ huy trưởng. Đến đầu năm 1960, ông chuyển về làm Chỉ huy trưởng Phi đoàn 1 Quan sát. Năm 1962, ông lại chuyển trở về làm Chỉ huy trưởng Phi đoàn 2 Quan sát.
Đầu tháng 11 năm 1963, sau cuộc đảo chính Tổng thống Ngô Đình Diệm (ngày 1 tháng 11). Ngày 2 tháng 11, ông được cử giữ chức Chỉ huy phó Bộ Chỉ huy Không chiến do Đại úy Huỳnh Bá Tính làm Chỉ huy trưởng. Đến đầu tháng 2 năm 1964, sau cuộc Chỉnh lý nội bộ ngày 30 tháng 1 với các tướng lãnh trong Hội đồng Quân nhân Cách mạng để nắm quyền lãnh đạo của tướng Nguyễn Khánh, ông được thăng cấp Thiếu tá đảm nhiệm chức vụ Chỉ huy phó Không đoàn 62 chiến thuật tân lập tại Pleiku do Trung tá Trần Văn Minh làm Chỉ huy trưởng. Cùng năm, được huấn luyện máy bay trực thăng và A.37 tại các Không đoàn chiến thuật Không quân.
Ngày Quốc khánh Đệ nhị Cộng hòa 1 tháng 11 năm 1965, ông được chỉ định làm Chỉ huy trưởng Bộ chỉ huy Hành quân Không quân thay thế Thiếu tá Vũ Thượng Văn. Quốc khánh Đệ nhị Cộng hòa ngày 1 tháng 11 năm 1968, ông được thăng cấp Trung tá giữ chức vụ Tham mưu phó Hành quân tại Bộ tư lệnh Không quân.
Cuối tháng 4 năm 1972, ông được thăng cấp Đại tá và được bổ nhiệm vào chức vụ Tư lệnh Sư đoàn 4 Không quân (Quân khu 4) tại Cần Thơ thay thế cố Thiếu tướng Nguyễn Huy Ánh (tử nạn phi cơ trực thăng tại căn cứ Không quân Bình Thủy).
Đầu tháng 4 năm 1974, ông được thăng cấp Chuẩn tướng tại nhiệm.

## 1975
Ngày 30 tháng 4, ông cùng gia đình di tản khỏi Việt Nam. Sau đó sang định cư tại San José, Tiếu bang California, Hoa Kỳ.
Ngày 18 tháng 12 năm 2008, ông từ trần tại nơi định cư. Hưởng thọ 78 tuổi.

## Huy chương
-Bảo quốc Huân chương đệ tứ đẳng
-Một số huy chương quân sự, dân sự khác

## Gia đình
- Thân phụ: Cụ Nguyễn Hữu Hồn
- Thân mẫu: Cụ Nguyễn Thị Cúc
- Nhạc phụ: Cụ Lê Văn Định
- Nhạc mẫu: Cụ Tôn Nữ Thị Xuân
- Phu nhân: Bà Lê Thị Diệm Thuần

Ông bà có bốn người con (2 trai, 2 gái):
Nguyễn Hữu Tiến, Nguyễn Thị Diễm Trang, Nguyễn Hữu Trí, Nguyễn Thị Thùy Trang.